# Guy V. Howard

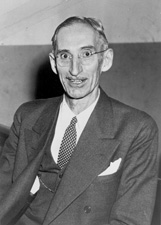
Guy V. Howard

Guy Victor Howard, född 28 november 1879 i Minneapolis, Minnesota, död 20 augusti 1954 i Minneapolis, var en amerikansk republikansk politiker. Han representerade delstaten Minnesota i USA:s senat 1936-1937.
Howard var republikansk elektor i presidentvalet i USA 1916. Senator Thomas D. Schall avled 1935 och Elmer Austin Benson utnämndes till senaten. Benson kandiderade till guvernör och var varken kandidat i fyllnadsvalet 1936 eller i valet för den följande sexåriga mandatperioden. Howard vann fyllnadsvalet men valde att inte kandidera till en hel mandatperiod. Han avgick därför redan i januari 1937 och efterträddes av Ernest Lundeen. Howard var verksam inom försäkringsbranschen.